# Dendrophidion crybelum
Espèce
Dendrophidion crybelum est une espèce de serpents de la famille des Colubridae.

## Répartition
Cette espèce est endémique du Costa Rica.

## Publication originale
- Cadle, 2012 : Cryptic Species Within the Dendrophidion vinitor Complex In Middle America (Serpentes: Colubridae). Bulletin of the Museum of Comparative Zoology, vol. 160, n. 4, p. 183-240.